# Seznam umělých drah pro slalom na divoké vodě
Seznam uměle postavených nebo upravených tratí pro slalom na divoké vodě a další vodní sporty. Počet umělých tratí nedosahuje počtu přírodních tratí. Tento seznam by měl uvádět tratě, které se svými parametry blíží olympijským pravidlům o 300 m dlouhé trati se spádem kolem 2 % a průtokem 17 m³/s.
Seznam je řazen abecedně podle názvu země a dále podle roku zprovoznění vodáckého kanálu.
| |                                               |                               |                                              |                            |                       | Spád         | Průtok              | |
| Datum | Název kanálu                                  | Lokalita                      | Zdroj vody                                   | Zdroj průtoku              | Tvar                  | m/km (ft/mi) | m³/s (cu ft/s)      | Komentář                                                                                               |
| --- | --------------------------------------------- | ----------------------------- | -------------------------------------------- | -------------------------- | --------------------- | ------------ | ------------------- | --- |
| |                                               |                               |                                              |                            |                       |              |                     | |
| Austrálie |                                               |                               |                                              |                            |                       |              |                     | |
| 2000 | Stadion vodních sportů Penrith                | Penrith                       | Penrith Lakes                                | čerpaný                    | okruh                 | 17 (91)      | 14 (494)            | Olympiáda 2000 v Sydney                                                                                |
| Brazílie |                                               |                               |                                              |                            |                       |              |                     | |
| 2006 | Slalomová dráha v Itaipú                      | Foz do Iguaçu                 | Itaipú, Paraná                               | odklon toku, čerpaný       | okruh                 | 22 (115)     | 13 (441)            | 25°25′55″ j. š., 54°34′52″ z. d.                                                                       |
| 2015 | Olympijský stadion vodních sportů Deodoro     | Rio de Janeiro                | městská voda                                 | čerpaný                    | 2 okruhy              | 18 (95)      | 12 (420)            | 22°50′55″ j. š., 43°24′9″ z. d. Olympiáda 2016 v Rio de Janeiro                                        |
| Česká republika |                                               |                               |                                              |                            |                       |              |                     | |
| 1963 | Slalomová dráha Brandýs nad Labem             | Brandýs nad Labem             | Labe                                         | odklon toku                | přímý                 | -            | 3 - 10              | 50°11′20″ s. š., 14°39′53″ v. d.                                                                       |
| 1981, 2012 | Vodácký areál Lídy Polesné                    | České Budějovice, České Vrbné | Vltava                                       | odklon toku                | přímý                 | -            | -                   | 49°0′47″ s. š., 14°27′7″ v. d.                                                                         |
| 1983 | Trojský slalomový kanál                       | Praha                         | Vltava                                       | odklon toku                | přímý                 | 12 (63)      | 16 (565)            | 50°6′47″ s. š., 14°25′30″ v. d.                                                                        |
| 1984 | Slalomová dráha Veltrusy                      | Veltrusy                      | Vltava                                       | odklon toku                | přímý                 | 10 (53,50)   | 10 (353)            | 50°16′37″ s. š., 14°18′54″ v. d.                                                                       |
| 2006 | Slalomová dráha Roztoky u Křivoklátu          | Roztoky u Křivoklátu          | Berounka                                     | odklon toku                | přímý                 | 15 (80)      | 7 - 10 (247 - 353)  | 50°1′33″ s. š., 13°51′41″ v. d.                                                                        |
| - | Slalomová dráha Trnávka                       | Želiv                         | Vodní nádrž Trnávka, Trnava (přítok Želivky) | přehrada                   | přímý                 | 16 (86)      | 12 (424)            | 49°31′26″ s. š., 15°13′8″ v. d.                                                                        |
| - | USD Roudnice nad Labem                        | Roudnice nad Labem            | Labe                                         | odklon toku                | přímý                 | -            | -                   | 50°25′44″ s. š., 14°15′36″ v. d.                                                                       |
| - | USD Opava                                     | Opava                         | Opava (řeka)                                 | odklon toku                | přímý                 | -            | 1,5 - 15 (53 - 530) | 49°57′28″ s. š., 17°53′10″ v. d.                                                                       |
| 2004 | Slalomová dráha Štvanice                      | Praha                         | Vltava                                       | odklon toku                | přímý                 |              | 9 - 12              | Původně tréninková dráha armádního sportnovního střediska Dukla. Od roku 2022 zpřístupněná veřejnosti. |
| Plánovaný | Whitewater park Zdiměřice                     | Praha - Zdiměřice             |                                              | čerpaný                    | okruh                 | -            | -                   | 49°59′17″ s. š., 14°31′41″ v. d. http://www.whitewaterpark.cz/                                         |
| Čína |                                               |                               |                                              |                            |                       |              |                     | |
| 2004 | Stadion vodních sportů Nanjing                | Nanjing                       | Xuanwu                                       | čerpaný                    | okruh                 | 15 (79)      | 16 (565)            | 32°3′54″ s. š., 118°48′36″ v. d.                                                                       |
| 2007 | Shunyi Rowing-Canoeing Park                   | Shunyi                        | Chaobai                                      | čerpaný                    | okruh                 | 21 (110)     | -                   | Olympiáda 2008 v Pekingu                                                                               |
| 2007 | Kánoistická slalomová dráha Xiasi             | Xiasi                         | Qingshuihe                                   | odklon toku                | přímý                 | 19 (102)     | 12 (424)            | 26°31′37″ s. š., 107°48′14″ v. d.                                                                      |
| 2007 | Kánoistická slalomová dráha Rizhao            | Rizhao                        | Rizhao                                       | čerpaný                    | okruh                 | -            | -                   | 35°25′5″ s. š., 119°33′40″ v. d.                                                                       |
| | Kánoistická slalomová základna Miyi           | Miyi                          | Peace                                        | odklon toku                | přímý                 | 23 (119)     | 14 (494)            | 26°54′22″ s. š., 102°7′1″ v. d.                                                                        |
| Francie |                                               |                               |                                              |                            |                       |              |                     | |
| 1992 | Lannion Whitewater Stadium                    | Lannion                       | Leguer                                       | odklon toku                | přímý                 | 9 (47)       | 15 (530)            | 48°43′44″ s. š., 3°27′32″ z. d.                                                                        |
| 1992 | Parc des Eaux Vives                           | Huningue                      | Rýn                                          | odklon toku                | okruh                 | 14 (75)      | 10 (353)            | 47°35′24″ s. š., 7°34′55″ v. d.                                                                        |
| 1993 | L'Argentière-la-Bessée                        | L'Argentière-la-Bessée        | Durance                                      | přirozený průtok           | říční dno             | 9 (47)       | 70 (2470)           | 44°46′48″ s. š., 6°33′36″ v. d.                                                                        |
| 1996 | St Laurent Whitewater Stadium                 | St Laurent                    | Scarpe (řeka)                                | Gravity, čerpaný           | přímý                 | 16 (86)      | 12 (424)            | 50°17′53″ s. š., 2°48′14″ v. d.                                                                        |
| 1997 | Bourg-Saint-Maurice                           | Bourg-Saint-Maurice           | Isère                                        | přehrada                   | říční dno             | 35 (184)     | 25 (883)            | 45°36′11″ s. š., 6°45′58″ v. d.                                                                        |
| 1997 | Nancy Whitewater Stadium                      | Nancy                         | Meurthe                                      | odklon toku                | přímý                 | 14 (72)      | 20 (706)            | 48°41′38″ s. š., 6°12′4″ v. d.                                                                         |
| 1999 | Cesson-Sévigné Whitewater Stadium             | Cesson-Sévigné                | Vilaine                                      | Gravity, čerpaný           | tvar V                | 7 (39)       | 12 (424)            | 48°6′54″ s. š., 1°36′25″ z. d.                                                                         |
| 2000 | Cergy Whitewater Stadium                      | Cergy                         | Oise (řeka)                                  | čerpaný                    | okruh                 | 20 (103)     | 16 (565)            | 49°1′44″ s. š., 2°3′7″ v. d.\|-                                                                        |
| 2000 | Millau Whitewater Course                      | Millau                        | Tarn (řeka)                                  | odklon toku                | přímý                 | 6 (31.5)     | 16 (565)            | 44°5′36″ s. š., 3°4′44″ v. d.                                                                          |
| - | Saint-Pierre-de-Bœuf-Paradise                 | Saint-Pierre-de-Bœuf          | Rhôna                                        | odklon toku                | přímý                 | -            | -                   | 45°22′44″ s. š., 4°45′19″ v. d.                                                                        |
| - | Épinal slalomová dráha                        | Épinal                        | Mosela                                       | odklon toku                | přímý                 | -            | -                   | 48°10′23″ s. š., 6°26′46″ v. d.                                                                        |
| - | Isle de la Serre                              | Sault-Brénaz                  | Rhôna                                        | odklon toku                | tvar S                | -            | -                   | 45°50′56″ s. š., 5°24′50″ v. d.                                                                        |
| - | Slalom Ardèche                                | Vallon-Pont-d'Arc, Ardèche    | Ardèche (řeka)                               | odklon toku                | přímý                 | -            | -                   | 44°23′56″ s. š., 4°23′6″ v. d.                                                                         |
| 2008 | Pau-Pyrénées Whitewater Stadium               | Pau                           | Gave de Pau                                  | odklon toku                | okruh                 | 18 (94)      | 14 (494)            | 43°17′10″ s. š., 0°21′29″ z. d.                                                                        |
| 2008 | Châteauneuf Whitewater Sports                 | Kanton Châteauneuf-sur-Cher   | Cher                                         | odklon toku, čerpaný       | 110 m okruh           | 11 (58)      | 13 (459)            | 46°51′22″ s. š., 2°19′12″ v. d.                                                                        |
| 2013 | Sainte Suzanne Whitewater Stadium             | Réunion                       | Sainte Suzanne                               | čerpaný                    | 250 m okruh           | 12 (63)      | 12 (420)            | 20°54′47″ j. š., 55°36′54″ v. d.                                                                       |
| Itálie |                                               |                               |                                              |                            |                       |              |                     | |
| 2007 | Stadion vodních sportů Ivrea                  | Ivrea                         | Dora Baltea                                  | odklon toku                | přímý                 | 32 (168)     | 20 (706)            | 45°27′50″ s. š., 7°52′30″ v. d.                                                                        |
| Kanada |                                               |                               |                                              |                            |                       |              |                     | |
| - | Canoe Meadows Race Course                     | Kananaskis                    | Kananaskis (řeka)                            | přehrada, přírodní         | přímý                 | -            | 27-31 obvykle       | 51°3′18″ s. š., 115°1′8″ z. d.                                                                         |
| - | Minden Wild Water Preserve                    | Minden (Ontario)              | Gull                                         | přehrada, přírodní         | říční dno, upravované | -            | 25-50 (825-1650)    | 2015 Panamerické hry 44°58′2″ s. š., 78°41′3″ z. d.                                                    |
| - | Pumphouse Tailrace                            | Ottawa                        | Ottawa River                                 | odklon toku                | přímý                 | -            | -                   | 45°25′1″ s. š., 75°42′40″ z. d.                                                                        |
| - | Rutherford Whitewater Park                    | Whistler                      | Rutherford Creek                             | odklon toku                | přímý                 | -            | -                   | 50°16′26″ s. š., 122°52′1″ z. d.                                                                       |
| Holandsko |                                               |                               |                                              |                            |                       |              |                     | |
| 2006 | Dutch Water Dreams                            | Zoetermeer                    | Plas van Poot                                | čerpaný                    | okruh                 | 17 (88)      | 16 (572)            | 52°2′49″ s. š., 4°31′16″ v. d.                                                                         |
| Německo |                                               |                               |                                              |                            |                       |              |                     | |
| 1971 | Augsburg Eiskanal                             | Augsburg                      | Lech (řeka)                                  | odklon toku                | přímý                 | 15 (79)      | 10 (353)            | 48°20′54″ s. š., 10°56′12″ v. d. Olympiáda 1972 v Mnichově                                             |
| 2006 | Kanupark Markkleeberg                         | Lipsko                        | Markkleeberger See                           | čerpaný                    | 2 okruhy              | 21 (111)     | 14 (494)            | |
| Nový Zéland |                                               |                               |                                              |                            |                       |              |                     | |
| 2015 | Wero                                          | Auckland                      |                                              | čerpaný                    |                       |              |                     | 36°59′53″ j. š., 174°53′17″ v. d.                                                                      |
| Makedonie |                                               |                               |                                              |                            |                       |              |                     | |
| | Skopje Slalom Canoeing Center                 | Skopje                        | Treska (řeka)                                | přehrada                   | přímý                 |              |                     | 41°57′29″ s. š., 21°17′46″ v. d.                                                                       |
| Mexiko |                                               |                               |                                              |                            |                       |              |                     | |
| | Union de Tula                                 | Union de Tula                 | Rio Ayuquila                                 | přehrada                   | odklon toku           |              |                     | 19°57′36″ s. š., 104°22′16″ z. d.                                                                      |
| Polsko |                                               |                               |                                              |                            |                       |              |                     | |
| 2003 | Krakow-Kolna Canoe slalomová dráha            | Kraków                        | Vistula River                                | odklon toku                | přímý                 | -            | -                   | 50°1′55″ s. š., 19°49′30″ v. d.                                                                        |
| Rakousko |                                               |                               |                                              |                            |                       |              |                     | |
| 2013 | Vídeňská aréna vodních sportů                 | Vídeň                         | Dunaj                                        | čerpaný                    | okruh                 | 15 (79)      | 12 (424)            | 48°11′36″ s. š., 16°27′43″ v. d.                                                                       |
| Rusko |                                               |                               |                                              |                            |                       |              |                     | |
| 2008 | Okulovka Whitewater Canal                     | Okulovka, Novgorod Oblast     | Peretna River                                | přehrada, přírodní         | tvar S                | 10 (100)     | 30 (309)            | 58°24′40″ s. š., 33°17′47″ v. d.                                                                       |
| Řecko |                                               |                               |                                              |                            |                       |              |                     | |
| 2004 | Heleniko Whitewater Stadium                   | Athény                        | Sarónský záliv                               | čerpaný                    | tvar 8                | -            | 18 (618)            | Olympiáda 2004 v Athénách                                                                              |
| 2008 | Evinos River Whitewater Course                | Nafpaktos                     | Euénos (řeka)                                | odklon toku                | 520 m přímý           | 10 (53)      | 15 (530)            | 38°27′14″ s. š., 21°42′29″ v. d.                                                                       |
| Slovensko |                                               |                               |                                              |                            |                       |              |                     | |
| 1978 | Ondrej Cibak Whitewater slalomová dráha       | Liptovský Mikuláš             | Váh                                          | odklon toku                | Parallel přímý        | 21 (113)     | 15 (530)            | 49°4′26″ s. š., 19°37′8″ v. d.                                                                         |
| 1996 | Čunovo Water Sports Centre                    | Bratislava                    | Dunaj                                        | odklon toku                | 2 okruhy              | 19 (98)      | 22 (777)            | |
| Slovinsko |                                               |                               |                                              |                            |                       |              |                     | |
| 1990 | Tacen Whitewater Course                       | Ljubljana                     | Sava (řeka)                                  | přehrada                   | přímý                 | -            | 28 (989)            | |
| Spojené arabské emiráty                                                                                              |                                               |                               |                                              |                            |                       |              |                     | |
| 2012 | Wadi Adventure                                | Al Ain                        |                                              | čerpaný                    | 3 okruhy              |              |                     | 24°5′46″ s. š., 55°44′24″ v. d.                                                                        |
| Spojené království                                                                                                   |                                               |                               |                                              |                            |                       |              |                     | |
| 1982 | Cardington slalomová dráha                    | Bedford                       | Great Ouse (řeka)                            | odklon toku                | přímý                 | 11 (60)      | 15 (530)            | 150 m dráha 52°7′37″ s. š., 0°25′44″ z. d.                                                             |
| 1986 | Holme Pierrepont National Watersports Centre  | Nottingham                    | Trent (řeka)                                 | odklon toku                | přímý                 | 5.7 (30)     | 25 (883)            | 500 m dráha 52°56′44″ s. š., 1°5′27″ z. d.                                                             |
| - | Canolfan Tryweryn                             | Bala, Gwynedd                 | Llyn Celyn / Afon Tryweryn                   | přehrada                   | říční dno             | -            | 10 (350)            | 1000 m dráha 52°56′49″ s. š., 3°39′5″ z. d.                                                            |
| 1999 | Nene Whitewater Centre                        | Northampton                   | River Nene                                   | odklon toku, čerpaný       | okruh                 | -            | -                   | 300 m dráha 52°13′43″ s. š., 0°52′6″ z. d.                                                             |
| 1995 | Tees Barrage International White Water Course | Stockton-on-Tees              | River Tees                                   | odklon toku, čerpaný       | okruh                 | 10 (53)      | 10 (353)            | 250 m dráha 54°33′56″ s. š., 1°17′8″ z. d.                                                             |
| 2010 | Cardiff International White Water             | Cardiff                       | plně uzavřený                                | čerpaný                    | 1½ okruhy             |              | 16 (565)            | 250 m dráha 51°26′55″ s. š., 3°10′55″ z. d.                                                            |
| 2010 | Lee Valley White Water Centre                 | Londýn                        | podzemní voda                                | čerpaný                    | 2 okruhy              | 17 (88)      | 13 (460)            | Olympiáda 2012 v Londýně 51°41′17″ s. š., 0°1′ z. d.                                                   |
| 2014 | Pinkston Watersports                          | Glasgow                       | Kanál Forth–Clyde                            | čerpaný                    | 2 okruhy              | 15 (79)      | 7 (247)             | 100 m dráha 55°52′23″ s. š., 4°14′56″ z. d.                                                            |
| Spojené státy americké                                                                                               |                                               |                               |                                              |                            |                       |              |                     | |
| 1984 | East Race Waterway                            | South Bend IN                 | St. Joseph River                             | odklon toku                | přímý                 | 6 (33)       | 14 (500)            | 41°40′34″ s. š., 86°14′42″ z. d.                                                                       |
| 1991 | Dickerson Whitewater Course                   | Dickerson MD                  | Potomac River                                | čerpaný                    | přímý                 | 17 (91)      | 17 (600)            | vyhřívaný                                                                                              |
| 1996 | Ocoee Whitewater Center                       | Ducktown TN                   | Ocoee River                                  | přehrada                   | říční dno             | 19 (99)      | 44 (1560)           | Olympiáda 1996 v Atlantě                                                                               |
| 2006 | U.S. National Whitewater Center               | Charlotte NC                  | městská pitná voda                           | čerpaný                    | 2 okruhy              | 21 (113)     | 16 (550)            | |
| 2007 | Adventure Sports Center International         | McHenry MD                    | Deep Creek Lake                              | čerpaný                    | okruh                 | 17 (91)      | 16 (550)            | |
| 2016 | Riversport Rapids                             | Oklahoma City OK              | městská pitná voda                           | čerpaný                    | 2 okruhy              | -            |                     | 35°27′34″ s. š., 97°29′50″ z. d.                                                                       |
| 1974 | Wausau Whitewater Park                        | Wausau WI                     | Wisconsin River                              | přehrada                   | říční dno             | -            | (650)               | 44°57′27″ s. š., 89°37′59″ z. d.                                                                       |
| Španělsko |                                               |                               |                                              |                            |                       |              |                     | |
| 1991 | Segre Olympic Park                            | La Seu d'Urgell               | Segre (řeka)                                 | odklon toku, čerpaný       | 2 okruhy              | 22 (114)     | 17.5 (618)          | Olympiáda 1992 v Barceloně                                                                             |
| 2008 | El Canal de Aguas Bravas                      | Zaragoza                      | Ebro (řeka)                                  | čerpaný                    | okruh                 | 19 (101)     | 12 (424)            | Expo 2008                                                                                              |
| 2012 | Parc del Mig Segre                            | Ponts                         | Segre (řeka)                                 | přehrada, přirozený průtok | přímý                 | 4 (13)       | 36 (1272)           | 300 m dráha 41°55′22″ s. š., 1°10′58″ v. d.                                                            |
| Poznámka: údaje o spádu a průtoku odpovídají 300m dlouhé části tratě pro slalom podle pravidel olympijských soutěží. |                                               |                               |                                              |                            |                       |              |                     | |